# Стависька (Рипінський повіт)
Стависька (пол. Stawiska, нім. Wiesken) — село в Польщі, у гміні Рипін Рипінського повіту Куявсько-Поморського воєводства.
Населення — 235 осіб (2011).
У 1975-1998 роках село належало до Влоцлавського воєводства.

## Демографія
Демографічна структура станом на 31 березня 2011 року:
|          | Загалом | Допрацездатний вік | Працездатний вік | Постпрацездатний вік |
| -------- | ------- | ------------------ | ---------------- | -------------------- |
| Чоловіки | 124     | 34                 | 76               | 14                   |
| Жінки    | 111     | 31                 | 54               | 26                   |
| Разом    | 235     | 65                 | 130              | 40                   |